# Boys Like Girls (álbum)
Boys Like Girls es el álbum debut de la banda Boys Like Girls. Fue lanzado el 22 de agosto del 2006, a través del sello Columbia Records/Red Ink. El primer sencillo del álbum fue "Hero/Heroine", que fue seguido por "The Great Escape", el relanzamiento de "Hero/Heroine" y "Thunder".
El álbum ha sido certificado Oro por RIAA por más de 500,000 unidades vendidas.

## Lista de canciones
Todas las canciones escritas por Martin Johnson excepto que se diga lo contrario.

| N.º   | Título                                                        | Duración |  |
| 1.    | «The Great Escape» (Martin Johnson, Sam Hollander, Dave Katz) | 3:28     |  |
| 2.    | «Five Minutes to Midnight» (Johnson, Hollander, Katz)         | 3:47     |  |
| 3.    | «Hero/Heroine»                                                | 3:52     |  |
| 4.    | «On Top of the World»                                         | 3:36     |  |
| 5.    | «Thunder» (Johnson, Paul DiGiovanni)                          | 3:56     |  |
| 6.    | «Me, You and My Medication» (Johnson, Bleu)                   | 4:28     |  |
| 7.    | «Up Against the Wall» (Johnson, Hollander, Katz)              | 3:39     |  |
| 8.    | «Dance Hall Drug»                                             | 3:29     |  |
| 9.    | «Learning to Fall» (Johnson, Hollander, Katz)                 | 3:04     |  |
| 10.   | «Heels Over Head»                                             | 3:08     |  |
| 11.   | «Broken Man»                                                  | 3:31     |  |
| 12.   | «Holiday»                                                     | 5:08     |  |
| 45:14 |                                                               |          |  |

Bonus
| title13         = If You Could See Me Now
| length13        = 3:58
| title14         = The Only Way I Know How To Feel
| length14        = 4:36
| title15         = The Great Escape (Remix)
| length15        = 4:24

## Créditos
- Martin Jonhson – Vocalista , Guitarra
- Paul DiGiovanni – Guitarra
- Bryan Donahue – Bajo
- John Keefe – Batería

## Lista de éxitos
| Listas (2006-2007)             | Posición alcanzada |
| ------------------------------ | ------------------ |
| U.S. Billboard 200             | 55                 |
| U.S. Billboard Top Rock Albums | 14                 |
| U.S. Billboard Top Heatseekers | 1                  |
| UK Albums Chart                | 195                |